# Колборн
Колборн (англ. Colborne) — парафія в Канаді, у провінції Нью-Брансвік, у складі графства Рестігуш.

## Населення
За даними перепису 2016 року, парафія нараховувала 227 осіб, показавши зростання на 12,4%, порівняно з 2011-м роком. Середня густина населення становила 0,3 осіб/км².
З офіційних мов обидвома одночасно володіли 85 жителів, тільки англійською — 140. Усього 5 осіб вважали рідною мовою не одну з офіційних.
Працездатне населення становило 44,9% усього населення, рівень безробіття — 9,1% (18,2% серед чоловіків та 0% серед жінок). 95,5% осіб були найманими працівниками, а 0% — самозайнятими.
18,4% мешканців мали закінчену шкільну освіту, не мали закінченої шкільної освіти — 32,7%, 49% мали післяшкільну освіту, з яких 25% мали диплом бакалавра, або вищий.
| Статево-вікова структура населення | Статево-вікова структура населення | Статево-вікова структура населення | Статево-вікова структура населення | Статево-вікова структура населення |
| ---------------------------------- | ---------------------------------- | ---------------------------------- | ---------------------------------- | ---------------------------------- |
|                                    |                                    |                                    |                                    |                                    |
| Всього                             | Всього                             | 50,0%                              |                                    |                                    |
| 0 — 14 років                       | 0 — 14 років                       |                                    | 10,4%                              | 10,4%                              |
| 15 — 64 років                      | 15 — 64 років                      |                                    | 60,4%                              | 60,4%                              |
| 65 і більше                        | 65 і більше                        |                                    | 29,2%                              | 29,2%                              |
| 85 і більше                        | 85 і більше                        |                                    | 2,1%                               | 2,1%                               |
| Середній вік (років)               | Середній вік (років)               | 51,654,5                           | 53,0                               | 53,0                               |
| Медіана (років)                    | Медіана (років)                    | 55,855,7                           | 55,8                               | 55,8                               |
| — чоловіки — жінки                 |                                    |                                    |                                    |                                    |

| Походження мешканців:     | Походження мешканців:     | Походження мешканців: | Походження мешканців: | Походження мешканців: |
| ------------------------- | ------------------------- | --------------------- | --------------------- | --------------------- |
| Походження                |                           |                       | осіб                  | %                     |
| Корінні американці        | Корінні американці        |                       | 15                    | 5.77%                 |
| Інше північноамериканське | Інше північноамериканське |                       | 160                   | 61.54%                |
| Європейське               | Європейське               |                       | 130                   | 50%                   |
| британське                | британське                |                       | 75                    | 28.85%                |
| французьке                | французьке                |                       | 90                    | 34.62%                |
| українське                | українське                |                       | 10                    | 3.85%                 |

| Зайнятість населення за галузями (за класифікацією NOC): | Зайнятість населення за галузями (за класифікацією NOC): | Зайнятість населення за галузями (за класифікацією NOC): | Зайнятість населення за галузями (за класифікацією NOC): | Зайнятість населення за галузями (за класифікацією NOC): |
| -------------------------------------------------------- | -------------------------------------------------------- | -------------------------------------------------------- | -------------------------------------------------------- | -------------------------------------------------------- |
|                                                          |                                                          |                                                          |                                                          |                                                          |
| Управління                                               | Управління                                               |                                                          | 9,5%                                                     | 9,5%                                                     |
| Бізнес, фінанси та адміністрування                       | Бізнес, фінанси та адміністрування                       |                                                          | 23,8%                                                    | 23,8%                                                    |
| Природничі та прикладні науки                            | Природничі та прикладні науки                            |                                                          | 9,5%                                                     | 9,5%                                                     |
| Освіта, правозахист, муніципальні та урядові служби      | Освіта, правозахист, муніципальні та урядові служби      |                                                          | 9,5%                                                     | 9,5%                                                     |
| Роздрібна торгівля та послуги                            | Роздрібна торгівля та послуги                            |                                                          | 23,8%                                                    | 23,8%                                                    |
| Гуртова торгівля, транспорт та обладнання                | Гуртова торгівля, транспорт та обладнання                |                                                          | 19%                                                      | 19%                                                      |
| Виробництво                                              | Виробництво                                              |                                                          | 9,5%                                                     | 9,5%                                                     |

## Клімат
Середня річна температура становить 3°C, середня максимальна – 21,3°C, а середня мінімальна – -18,5°C. Середня річна кількість опадів – 1 094 мм.
| Клімат поселення                              | Клімат поселення | Клімат поселення | Клімат поселення | Клімат поселення | Клімат поселення | Клімат поселення | Клімат поселення | Клімат поселення | Клімат поселення | Клімат поселення | Клімат поселення | Клімат поселення | Клімат поселення |
| Показник                                      | Січ.             | Лют.             | Бер.             | Квіт.            | Трав.            | Черв.            | Лип.             | Серп.            | Вер.             | Жовт.            | Лист.            | Груд.            |                  |
| Середній максимум, °C                         | −6,58            | −5,36            | 0,40             | 6,83             | 14,01            | 19,97            | 21,33            | 20,42            | 15,26            | 9,24             | 3,03             | −4,59            |                  |
| Середня температура, °C                       | −12,52           | −11,3            | −5,55            | 0,88             | 8,07             | 14,03            | 17,59            | 16,68            | 11,52            | 5,52             | −0,69            | −8,3             |                  |
| Середній мінімум, °C                          | −18,48           | −17,24           | −11,48           | −5,06            | 2,14             | 8,08             | 13,84            | 12,94            | 7,79             | 1,78             | −4,43            | −12,04           |                  |
| Норма опадів, мм                              | 90               | 63               | 80               | 82               | 95               | 95               | 110              | 106              | 91               | 96               | 93               | 93               |                  |
| Середньомісячна швидкість вітру, м/с          | 4.54             | 4.55             | 4.50             | 4.30             | 3.94             | 3.62             | 3.26             | 3.28             | 3.60             | 4.02             | 4.21             | 4.41             |                  |
| Середньомісячна сонячна радіація, кДж/м²·день | 5001             | 8390             | 12254            | 15588            | 18427            | 20196            | 19522            | 17087            | 12445            | 7676             | 4565             | 3756             |                  |
| --------------------------------------------- | ---------------- | ---------------- | ---------------- | ---------------- | ---------------- | ---------------- | ---------------- | ---------------- | ---------------- | ---------------- | ---------------- | ---------------- | ---------------- |
| Джерело:                                      |                  |                  |                  |                  |                  |                  |                  |                  |                  |                  |                  |                  |                  |